# Паула Хайман
Паула Хайман (на немски: Paula Heimann) е немски психиатър и психоаналитик.

## Биография
Родена е на 3 февруари 1899 година в Гданск, днес Полша. След като учи медицина в Кьонигсберг, Берлин и Франкфурт на Майн, тя взима държавния си изпит във Вроцлав. Там тя среща бъдещия си съпруг, лекарят Франц Хайман. Двамата заедно заминават за Хайделберг в периода 1924 – 1927, където се обучават за психиатри. През 1925 г. тя пише дисертацията си. През 1927 г. семейството се премества в Берлин. Учи психоанализа в Берлинския психоаналитичен институт и е анализирана от Теодор Райк. Става асоцииран член на Берлинското психоаналитично общество през 1932 г. През 1933 г. след идването на нацистите на власт емигрира в Лондон по покана на Ърнест Джоунс и малко по-късно същата година става асоцииран член на Британското психоаналитично общество. Там преминава анализа с Мелани Клайн и по настояване на Джоунс отново учи медицина, но по британски маниер. През 1939 г. става пълноправен член на обществото.
Паула Хайман е последователка на Мелани Клайн и заема нейната страна в Спорните дискусии. По-късно поради разногласия с нея тя отива в групата на независимите. В своята работа обръща главно внимание на контрапреноса, важна част от психоаналитичния сеанс.

## Публикации
- About Children and Children-No-Longer, HG: Margaret Tonnesmann, Vol 10. in The New Library of Psychoanalysis, Published by Routledge (Taylor & Francis Group) 1990, ISBN 0-415-04119-8
- Bemerkungen zur Sublimierung, in: Psychologie des Ich, Wissenschaftliche Buchgesellschaft, Darmstadt 1974